# Albrecht Stanek
Albrecht Stanek (* 21. Juni 1920 in Wien; † 8. März 1944 in Borissow) war ein österreichischer Student und Widerstandskämpfer.

## Leben
Nach dem „Anschluss“ Österreichs an Deutschland im März 1938 wurde Stanek, zu dieser Zeit Medizinstudent, aktives Mitglied in der katholisch-konservativen Österreichischen Freiheitsbewegung um Karl Lederer und Alfred Miegl. Er wird als Mitbegründer der Freiheitsbewegung angegeben. Sein Deckname war Bert.
Zu Kriegsbeginn wurde er einberufen und diente als Sanitätsunteroffizier in der Wehrmacht. Er war 1940/41 in Berlin, 1941/42 in Saint-Malo und ab Oktober 1942, bis zu seinem Tod, in der besetzten Sowjetunion stationiert. Bei jeder Station konnte er Kontakt zu den lokalen Widerstandsbewegungen aufnehmen. 1944 diente er in der 1. Kompanie des Sicherungs-Bataillons 564 bei der 201. Sicherungs-Division.
In Borissow nahm er ebenfalls Kontakt zu Partisanen auf, wurde denunziert, am 26. Dezember 1943 verhaftet, unter Arrest gestellt und kam vor das Kriegsgericht in Borissow. Vom Kriegsgericht der 256. Infanterie-Division wurde er am 15. Februar 1944 zum Tode verurteilt. Der verantwortliche Kriegsrichter war anhand der Namensnennung von Stanek in seinem Abschiedsbrief wahrscheinlich der Kriegsgerichtsrat Max von Kornberger (* 1912).
Nach Ablehnung des Gnadengesuchs wurde er am 8. März 1944 um 16:27 Uhr zusammen mit sieben weiteren Gefangenen in der Nähe von Borissow erschossen.